# 分子鐘
分子钟（英語：Molecular clock），也叫基因鐘、演化鐘，是一个比喻性术语。是一种根据生物大分子的突变率推断两个或多个生物在演化历史上分离的时间的技术。计算时间所采用的生物大分子往往是DNA的碱基序列或蛋白质的氨基酸序列，同时采用化石和考古数据作为标定。
基于多种动物的血红蛋白，分子钟首次提出于1962年。这一技术常在分子演化研究中用于估计成种或适应辐射的时间。